# Nuestra Señora de las Angustias (Valladolid)
Nuestra Señora de las Angustias, también llamada Virgen de los Cuchillos, es una advocación mariana venerada en la iglesia de Nuestra Señora de las Angustias de la ciudad de Valladolid (Castilla y León).
Es una representación de la Virgen de las Angustias realizada en talla por Juan de Juni después de 1561. Es venerada por la Ilustre Cofradía Penitencial de Nuestra Señora de las Angustias, en cuya iglesia se venera durante el año y constituye una de las imágenes más antiguas de la Semana Santa en Valladolid. Fue coronada canónicamente el 3 de octubre de 2009 en la catedral de Valladolid.
Está realizada en madera policromada, tiene una altura de 1,21 metros y representa a la Virgen María sentada en una roca, en la versión de imagen dolorosa por la muerte de su hijo.

## Coronación Canónica
La imagen fue coronada canónicamente en la Catedral de Valladolid, el 3 de octubre de 2009, en una ceremonia presidida por Braulio Rodríguez Plaza, Arzobisbo Primado de España. Para la ocasión, la cofradía encargó al poeta Godofredo Garabito y al músico Ernesto Monsalve la composición del Himno de la Coronación, al que se sumó una adaptación de un romance popular ("Todo el mundo en general") a cargo de Joaquín Díaz González, en aquel momento Presidente de la Real Academia de Bellas Artes. 
La armonización de la ceremonia, que consistió esencialmente en la interpretación de la Misa de Aragüés con algunas melodías populares arregladas para coro y orquesta sinfónica, corrió a cargo de la Joven Orquesta Sinfónica de Valladolid y la Coral Vallisoletana, bajo la dirección de Ernesto Monsalve, quien se encargó de preparar los arreglos y armonización siguiendo indicaciones de Aurelio García Macías que perseguía que el conjunto de la ceremonia fuera, en todos sus aspectos, participativa y popular. 
Como excepción a lo anterior, y por expreso deseo del entonces arzobispo, en el momento de la imposición de la corona de oro sonó el celebérrimo "Canticorum Iubilo" de Georg Friedrich Händel, al que siguió el ya referido Himno de la Coronación.

Letra de la adaptación al romance popular, por Joaquín Díaz:
Todo el mundo en general / a voces Reina dorada / diga que sois coronada / por Patrona universal.
Valladolid ante vos / se presenta humildemente / y os ofrece su presente / por ser la Madre de Dios.
Si camino de la Cruz / quedasteis de angustia llena / tened confianza plena / en que nos sirvió su Luz.
Permitidnos compartir / vuestras Angustias, Señora / y sed siempre mediadora / a la hora de morir.
Acogednos con amor / y bendecid indulgente / a quien quiera humildemente / compartir vuestro esplendor.
Pues el cielo ceñirá / desde hoy vuestra sien sagrada / y al ver que sois coronada / vuestra Gloria cantará.

Letra del Himno de la Coronación, original de Godofredo Garabito:
Salve Señora de las Angustias,
Virgen y Madre del Redentor,
a ti clamamos todos tus hijos
y te pedimos tu bendición. 

Valladolid, a tus pies cantando,
en esta fecha de gran fervor
la paz te pide humildemente
y suplicando tu gran amor.

Hoy te aclamamos, Reina y Señora,
ante tu trono de coronación;
Madre y Señora, Santa María,
primer sagrario de concepción.

¡Salve, Señora de las Angustias,
Madre amorosa del gran dolor.
Todos tus hijos hoy te aclamamos
en tus angustias, Madre de Dios!